# Oberhof (Büdingen)

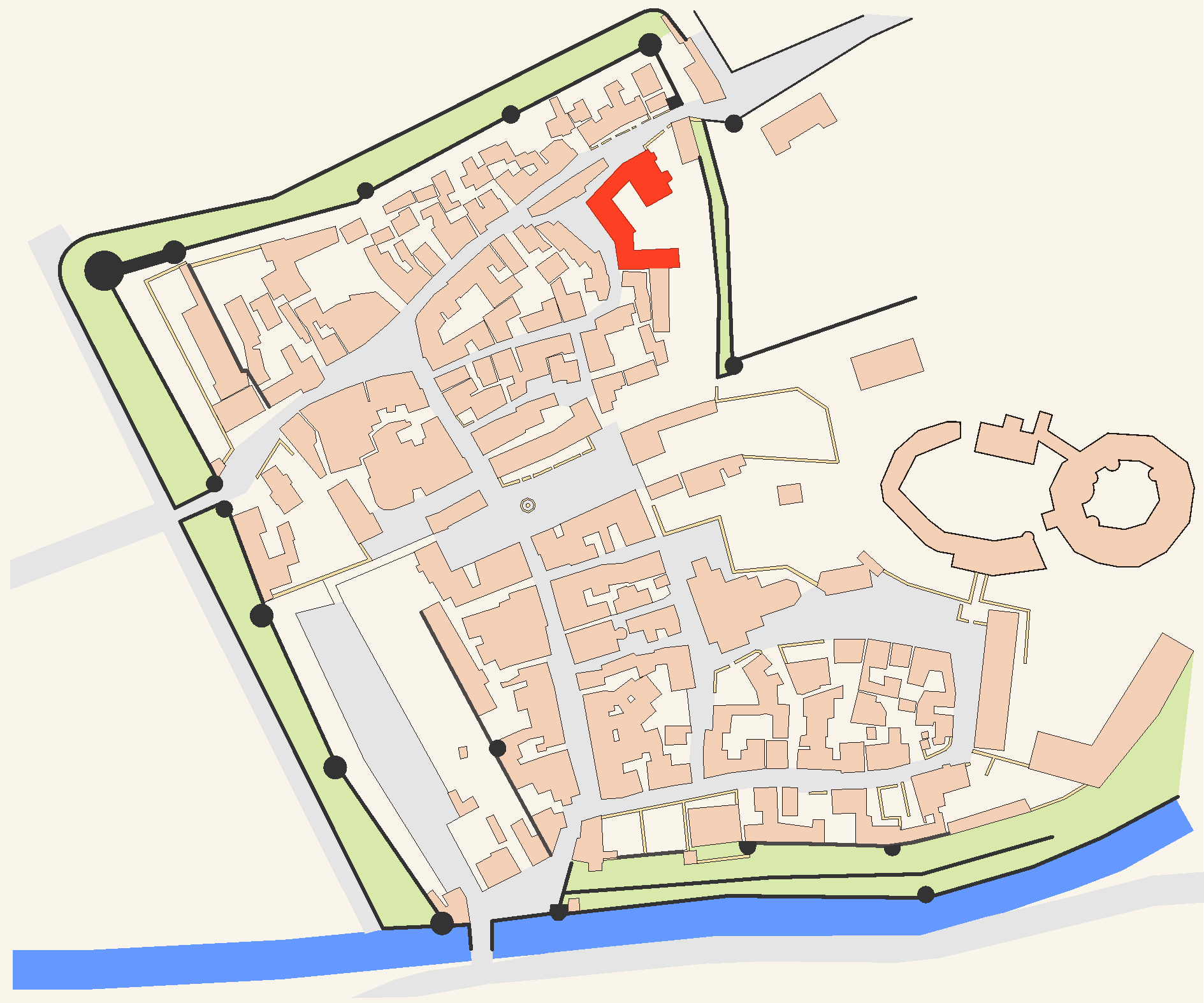
Standort des Oberhofes in der Altstadt

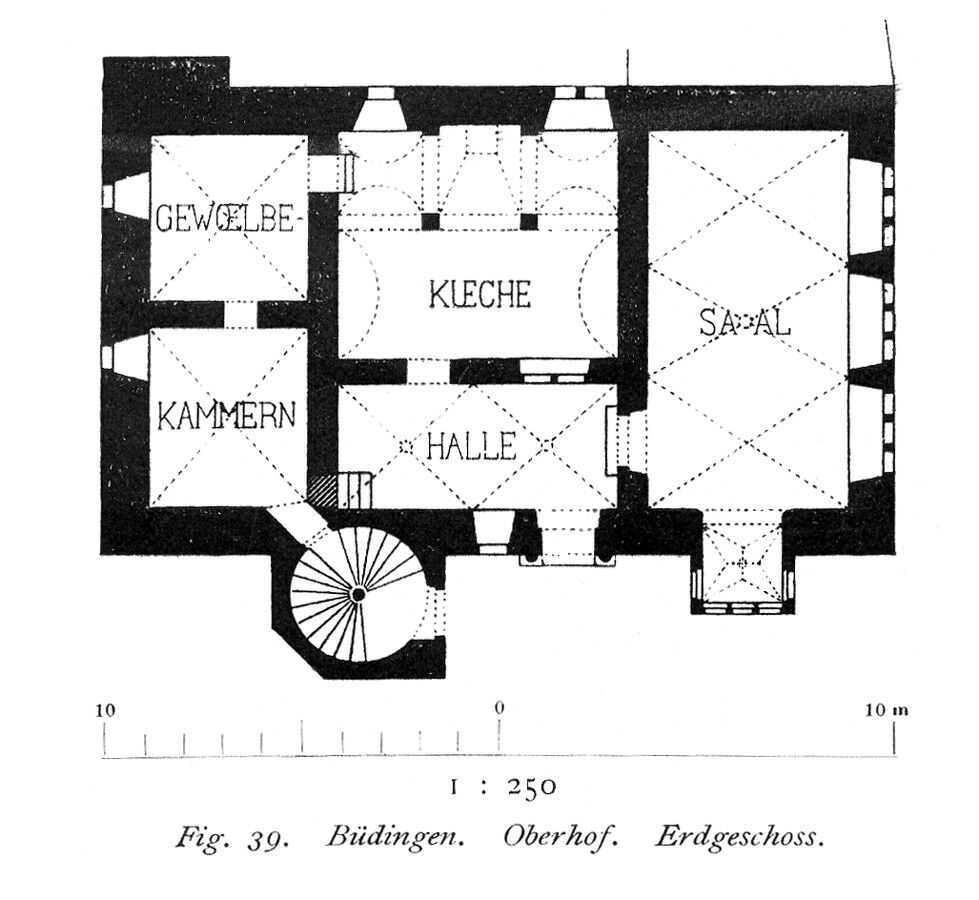
Grundrissskizze 1890

Der Oberhof, erbaut 1569/70 ist ein denkmalgeschütztes Renaissancegebäude in der Stadt Büdingen im hessischen Wetteraukreis. Ursprünglich war die mehrere Gebäudeteile umfassende Hofanlage von Graf Georg zu Ysenburg und Barbara Gräfin von Wertheim durch den fränkischen Baumeister Conrad Leonhard erbaut worden. Der Bau diente der Familie zu Ysenburg über Generationen als Wohn- und Witwensitz. Als Bestandteil der Gesamtanlage Altstadt Büdingen ist der Hof geschütztes Kulturgut entsprechend der Haager Konvention.
Viele Details des Wohnbaus sind von Interesse: An den Fenstergewänden sind Steinmetzzeichen zu finden. An der Nordseite in Richtung „Obergasse“ sind noch Bauinschriften zu erkennen. Auf dem Südgiebel sind Reste der Außenmalerei (Arche Noah) erkennbar. Der Eingang mit seiner geschnitzten Holztür wird durch das wappengeschmückte Hauptportal umrahmt, der östliche Erker wird von antikisierenden Figuren („Schreckköpfen“) geschmückt.
1959 übernahm die Stadt Büdingen den Oberhof. Das verkommene Anwesen wurde für 9 Mill. Euro renoviert und ist heute das Domizil der Musik- und Kunstschule. Der „Pferdestall“ sowie das „Sälchen“ werden für verschiedenste kulturelle Veranstaltungen wie Lesungen, Konzerte oder Bilderausstellungen genutzt. 

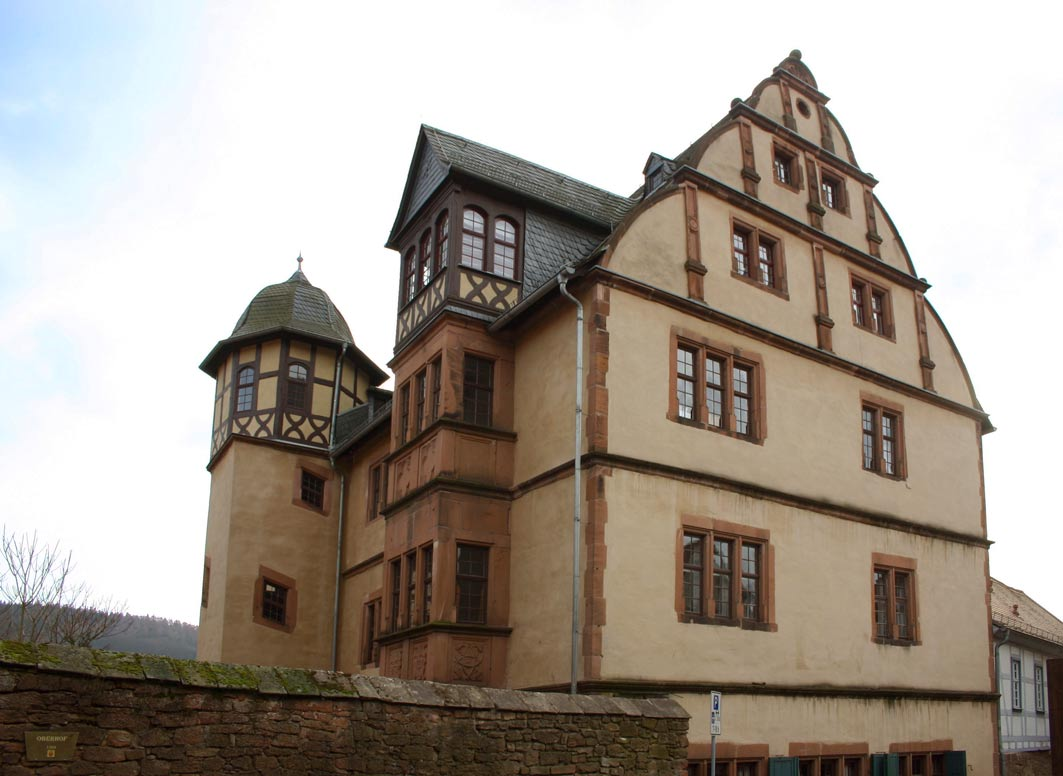
Nordfront
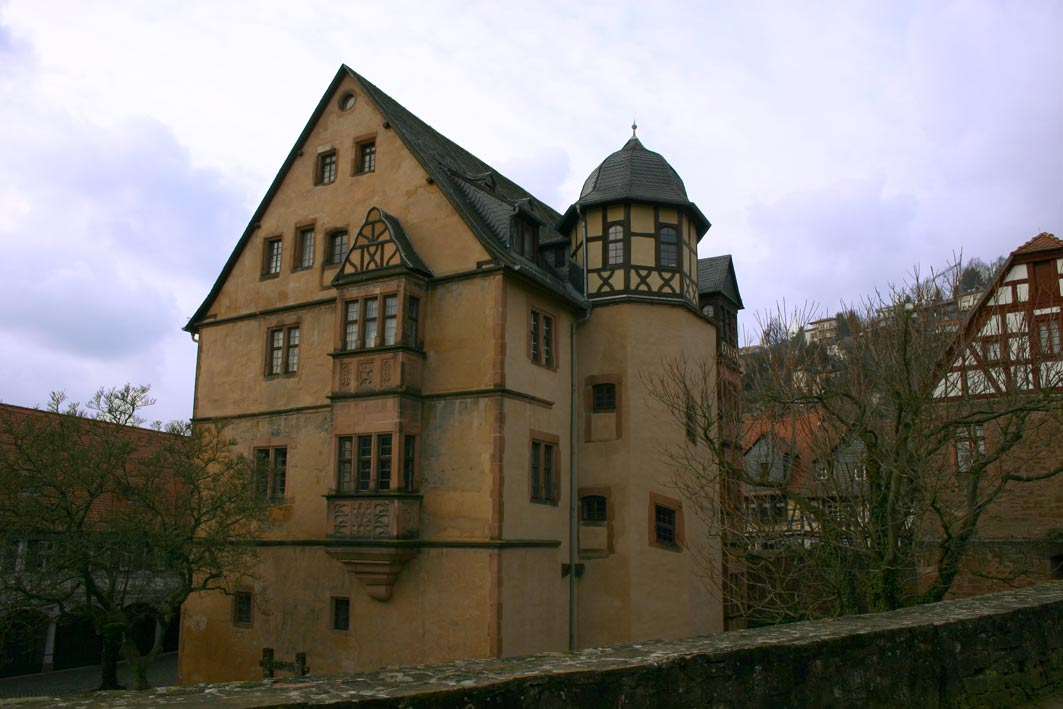
Südfront
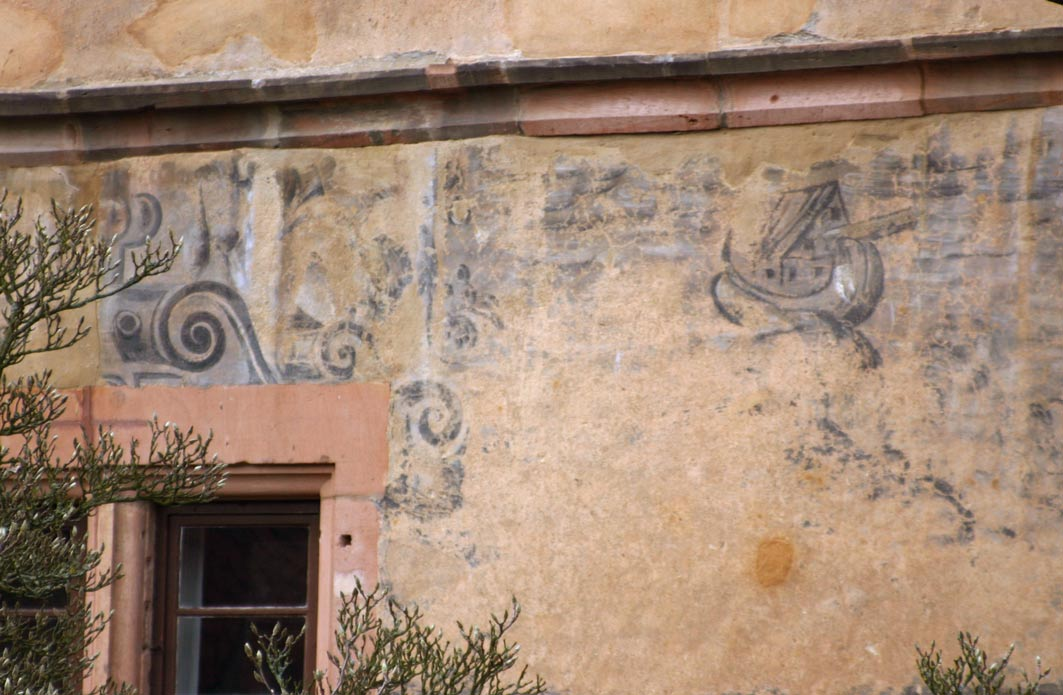
Außenmalerei an der Südfront
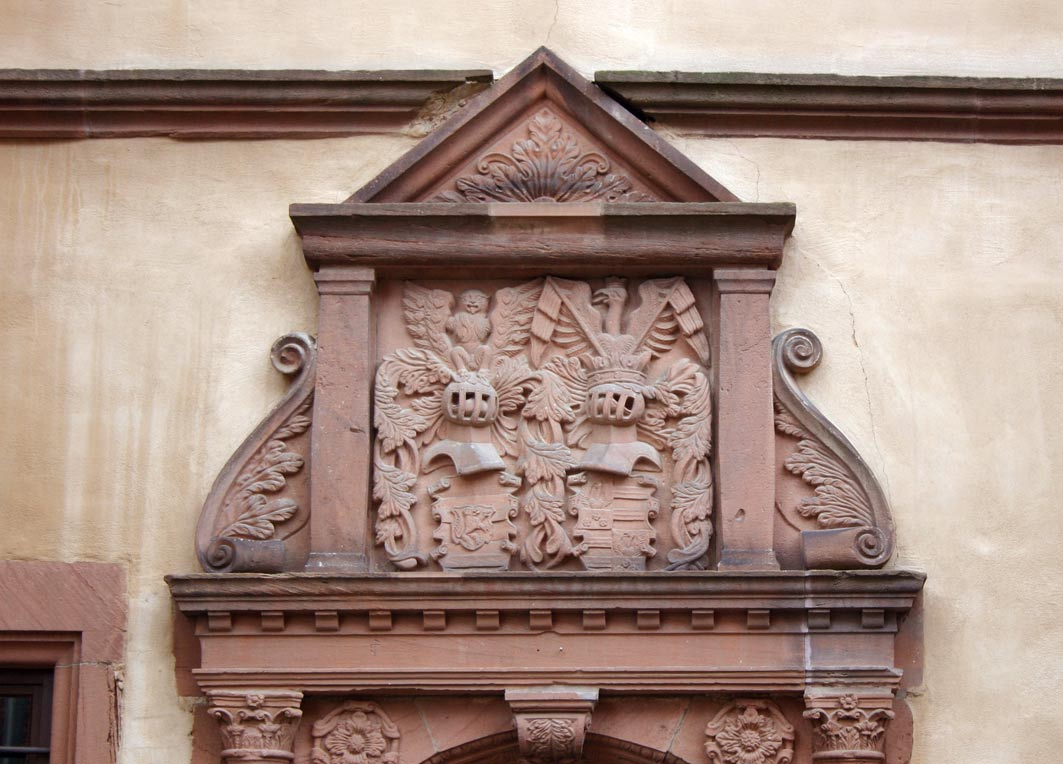
Wappen am Hauptportal